# St-Georges (Henri-Chapelle)

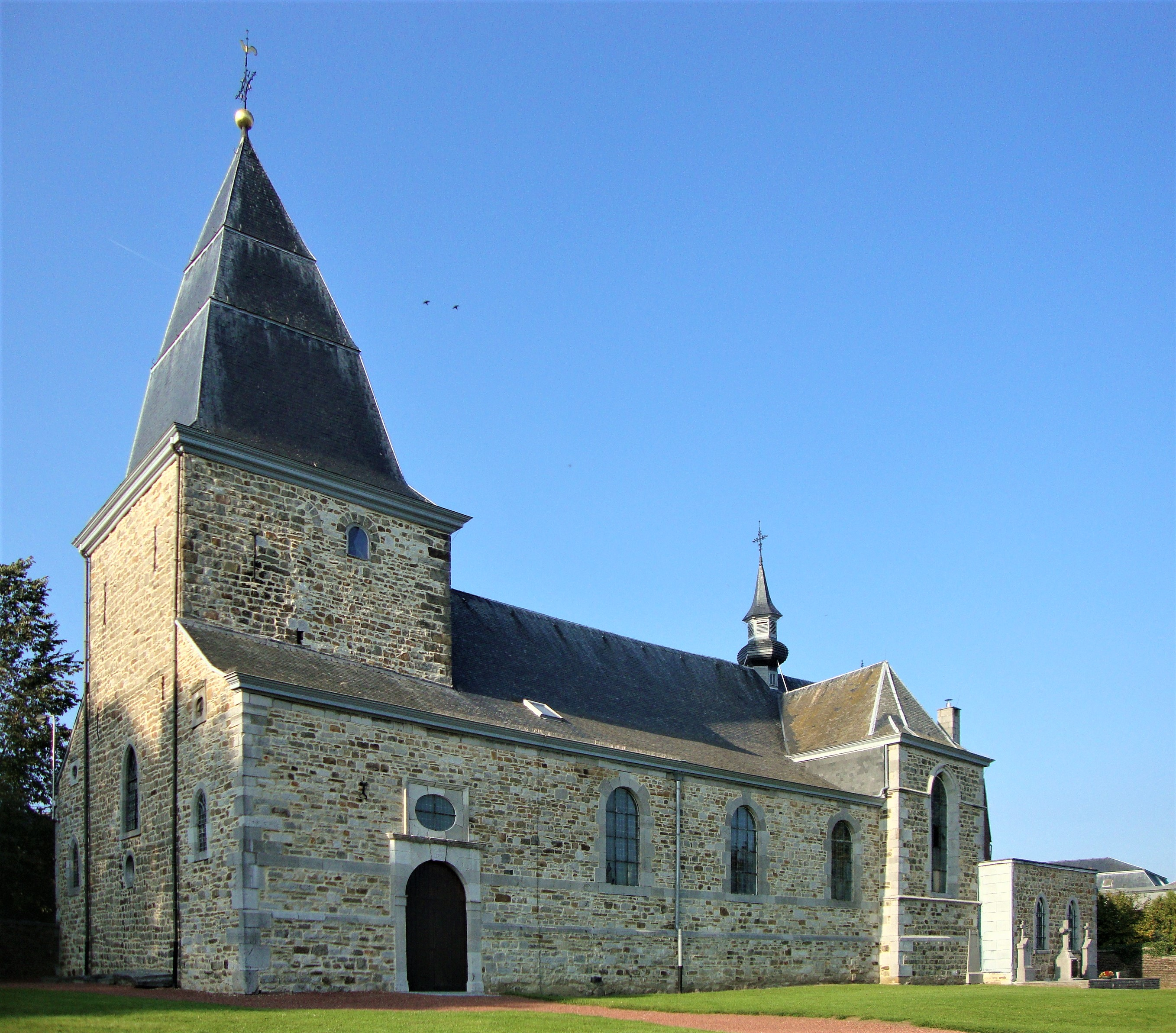
Kirche St-Georges

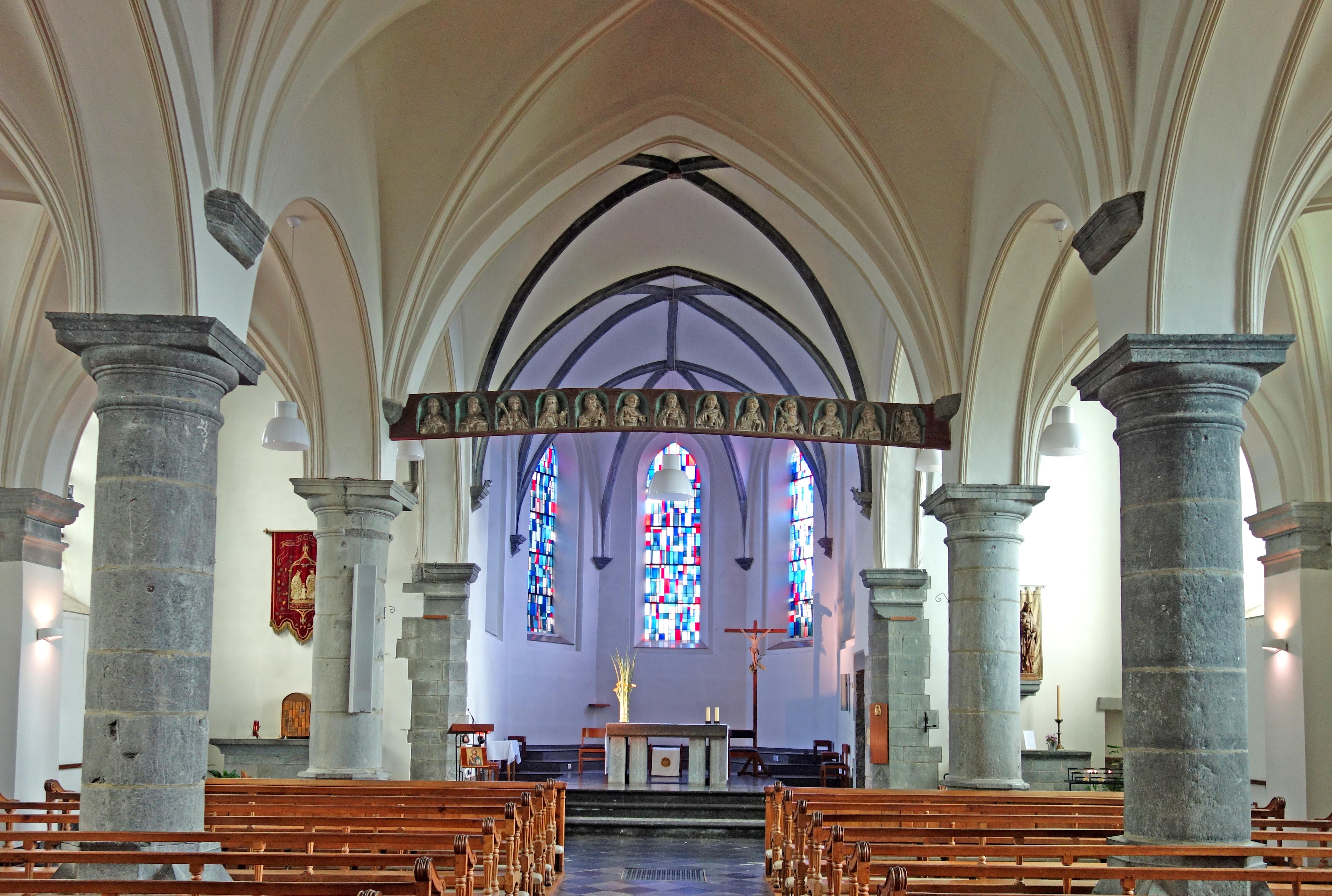
Innenraum mit Blick auf den Apostelbalken und auf den Chor

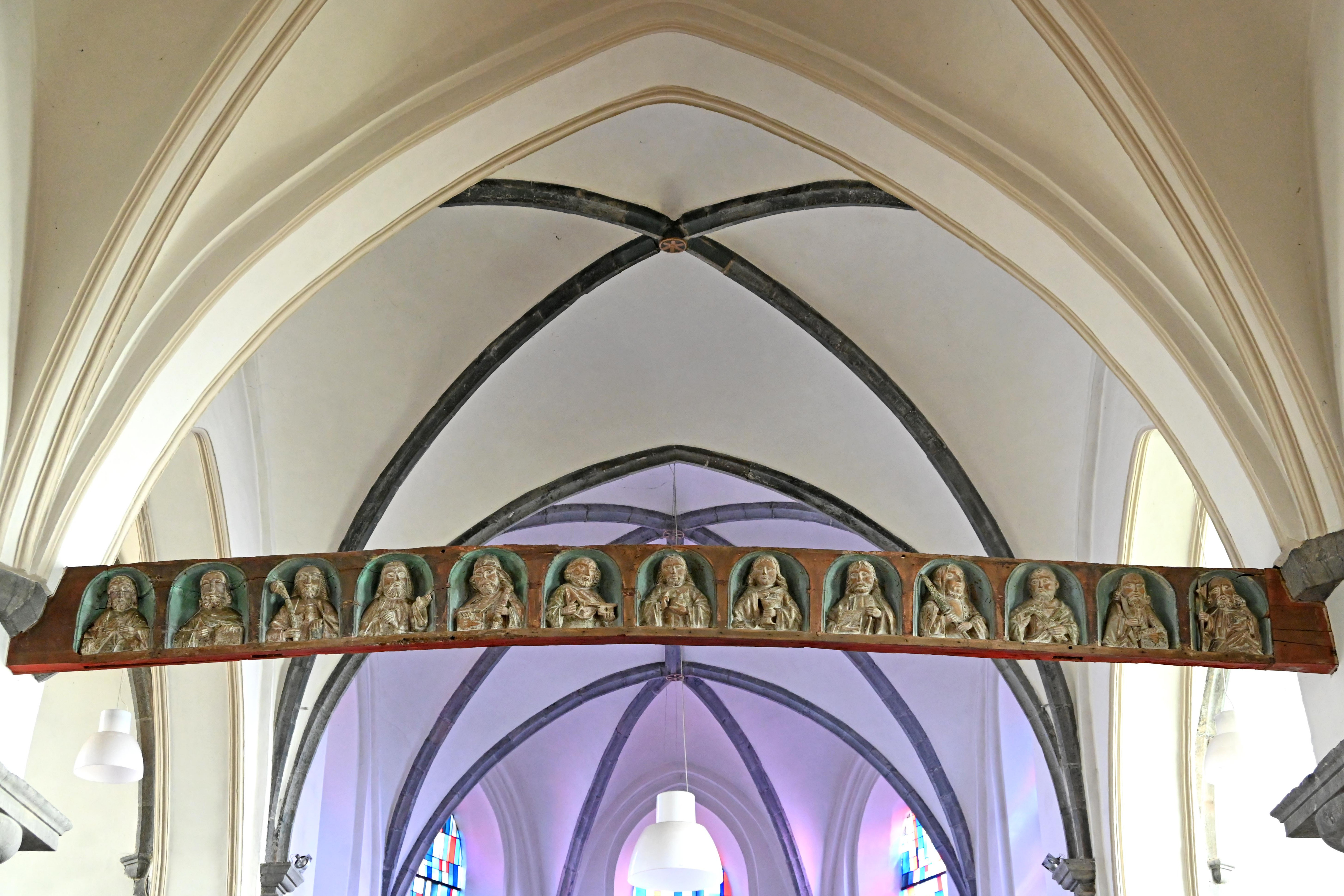
Apostelbalken (15. Jh.)

Saint-Georges ist eine denkmalgeschützte römisch-katholische Kirche im Ortsteil Henri-Chapelle der belgischen Gemeinde Welkenraedt in der Provinz Lüttich. Die Kirche gehört zum Bistum Lüttich.

## Geschichte
Der Vorgängerbau der Kirche war eine von Herzog Heinrich von Limburg errichtete Kapelle. Nach einer Legende dankte der Herzog seinem Schutzpatron, der ihn aus der Verirrung in einem Wald befreite, indem er ihm die Kapelle als Heiligtum widmete. Somit erhielten sowohl die Kapelle als auch das Dorf den Namen Henri-Chapelle (Heinrichskapelle).
Der Ursprung der heutigen Kirche St. Georges, deren Schutzpatron der Heilige Georg ist, geht auf das 12. Jahrhundert zurück. Hiervon zeugen der romanische Westturm mit einem hohen Pyramidendach als ältester Teil der Kirche sowie die romanische Kuppel. Die Seitenschiffe wurden 1618 errichtet, das gotische Querschiff stammt aus dem Jahre 1630. Den Chorabschluss bildet eine dreiseitige Apsis aus derselben Zeit. Das Hauptschiff wurde erst 1718 erbaut. Als Baumaterial wurden Sandstein und Kalkstein verwendet.
Die Kirche ist mit zahlreichen Chronogrammen und Kartuschen datiert. Ein geschnitzter polychromer Apostelbalken im Kircheninnern aus dem 15. Jahrhundert stellt Christus und die zwölf Apostel dar. Erst im 18. Jahrhundert erhielt die Kirche ihr gesamtes Mobiliar. Aus dem späten 18. Jahrhundert stammt ein Lettner aus Eichenholz.

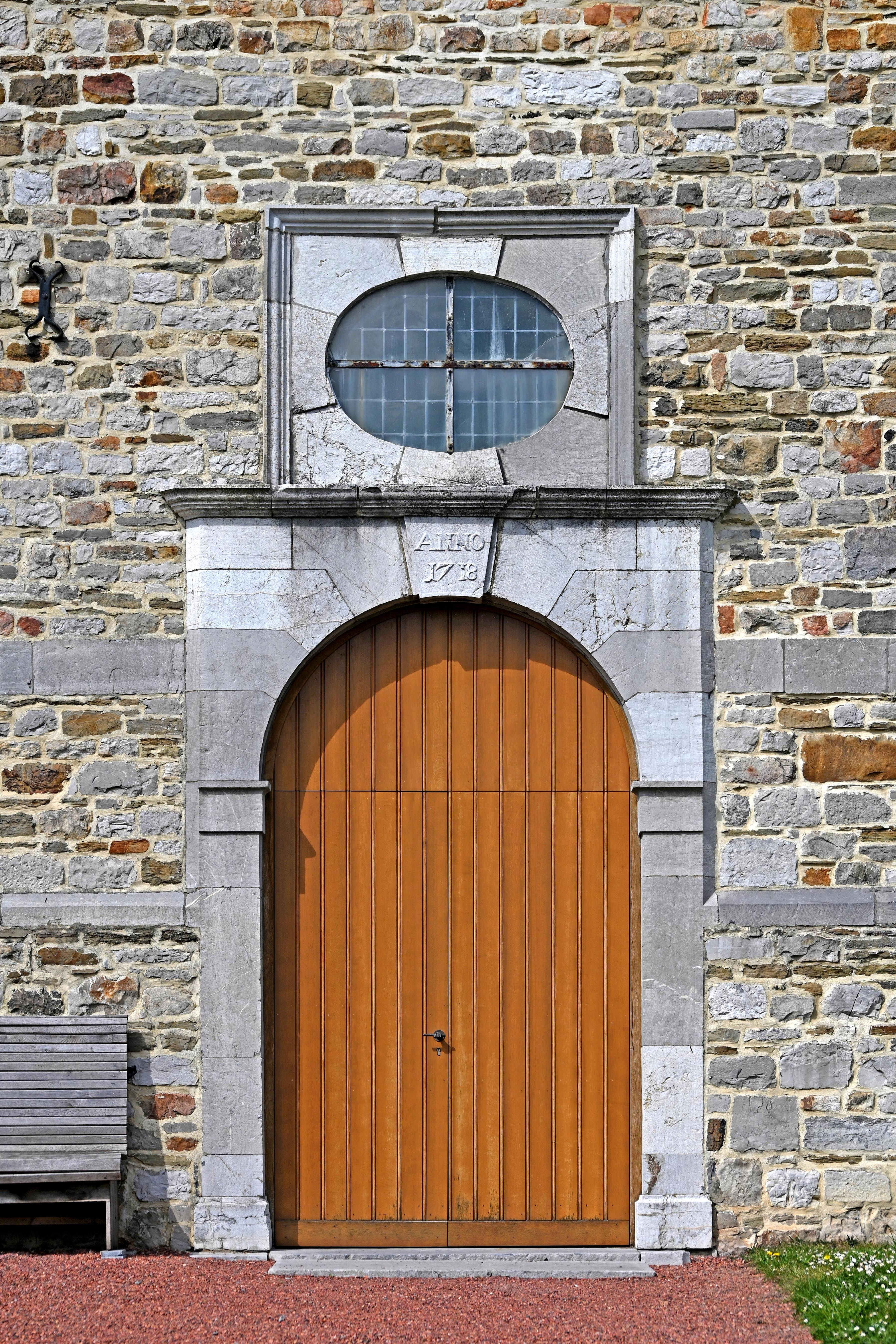
Portal von 1718
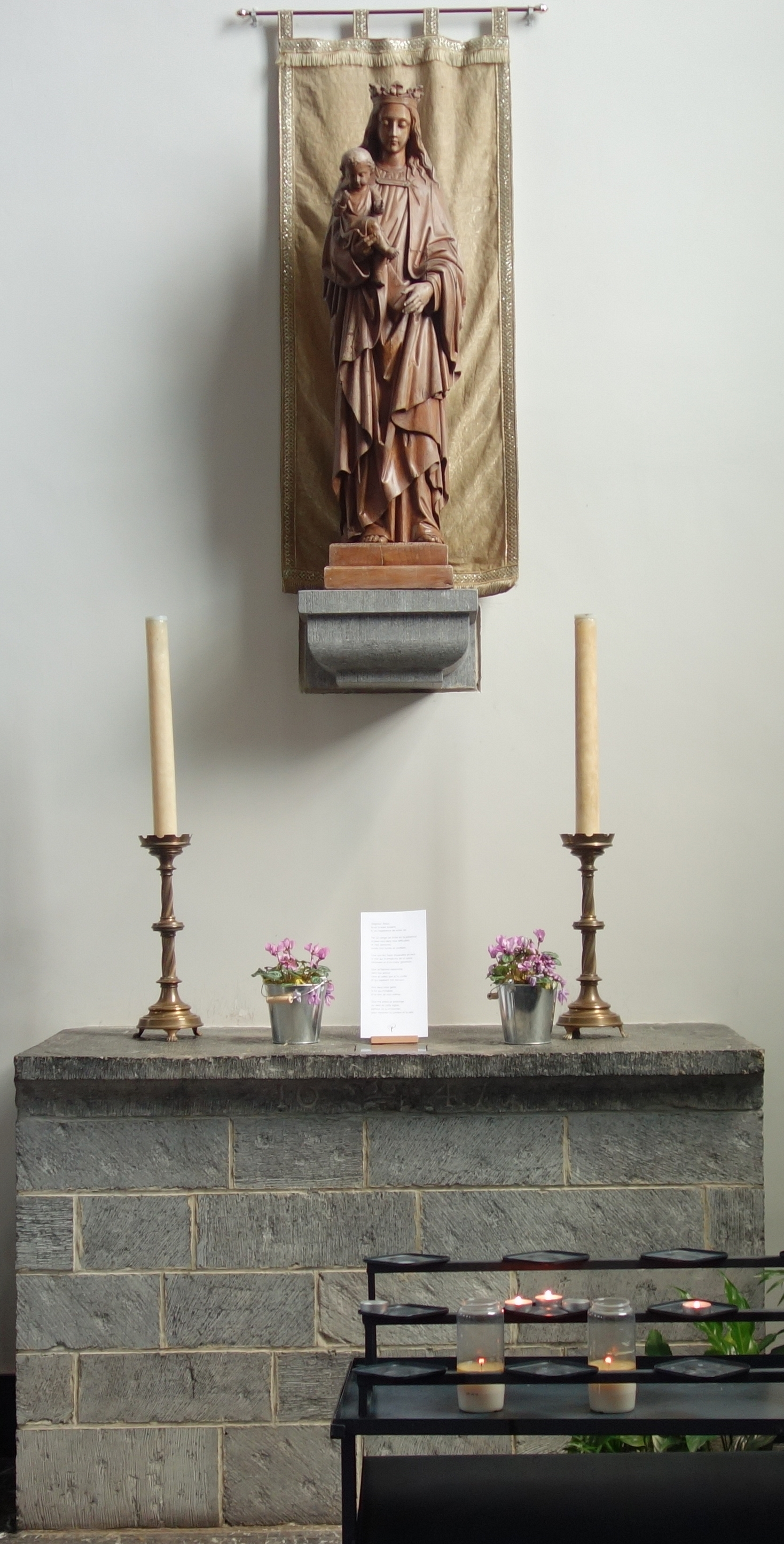
Rechter Seitenaltar
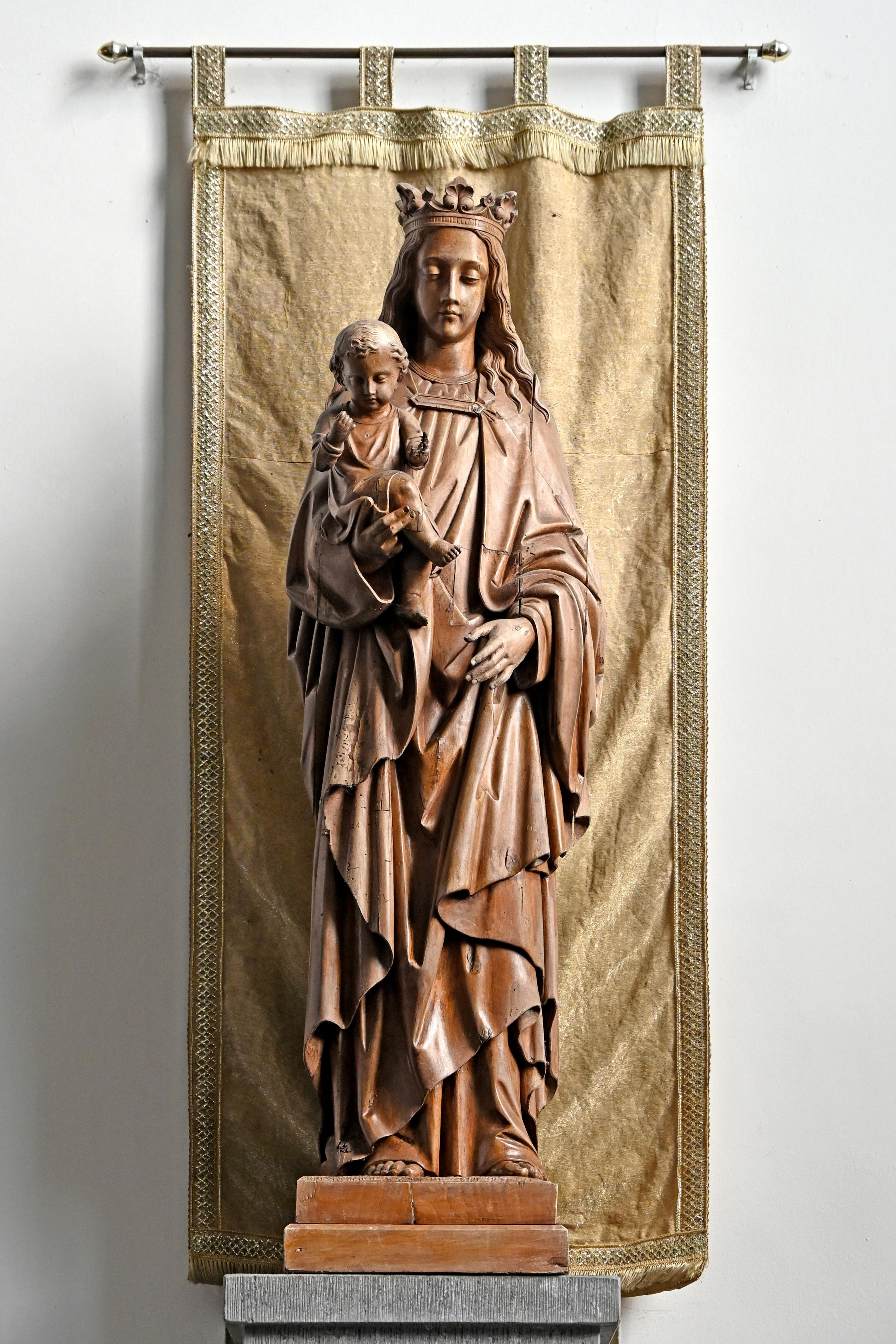
Statue Maria mit dem Jesuskind
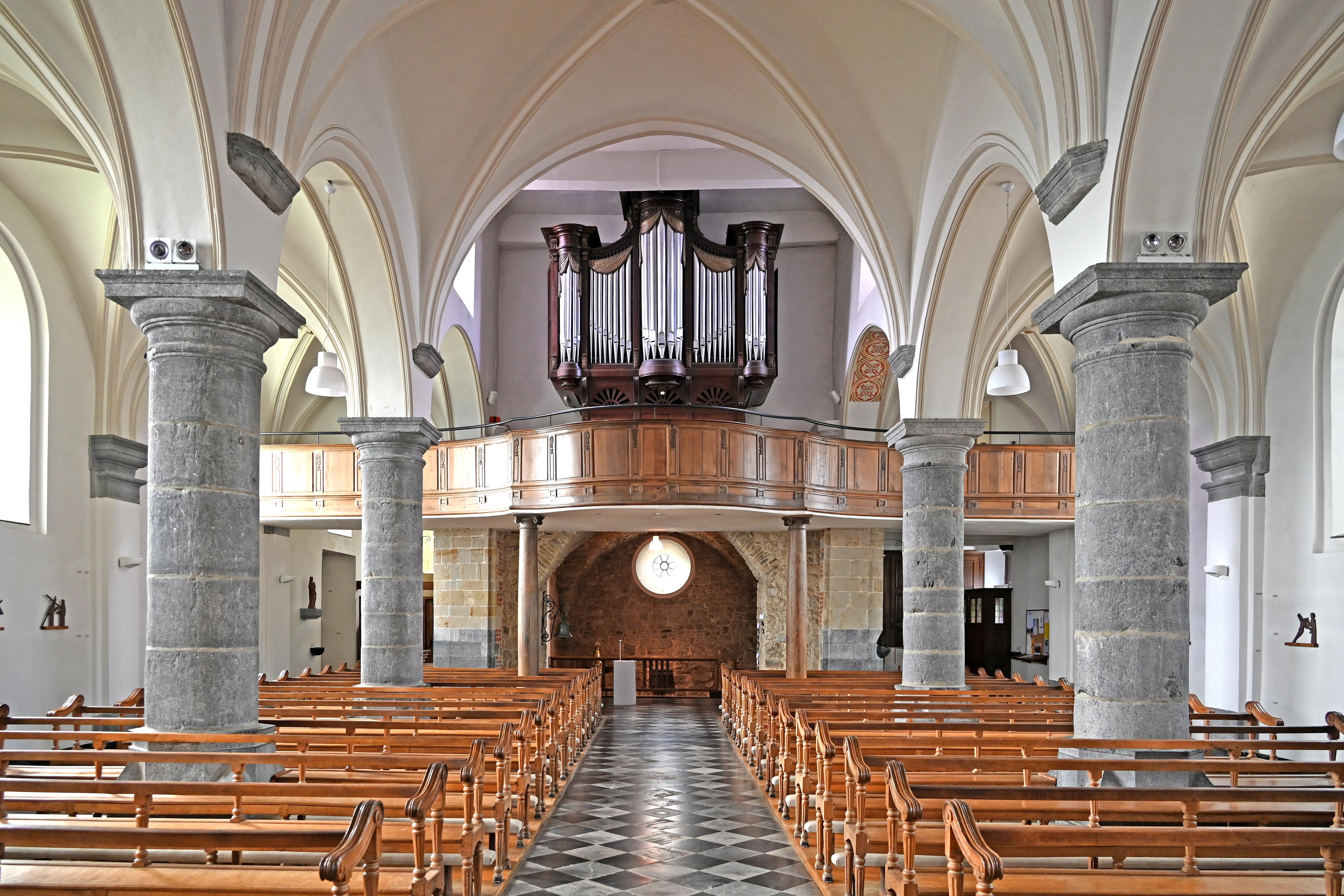
Innenraum mit Blick auf die Orgel
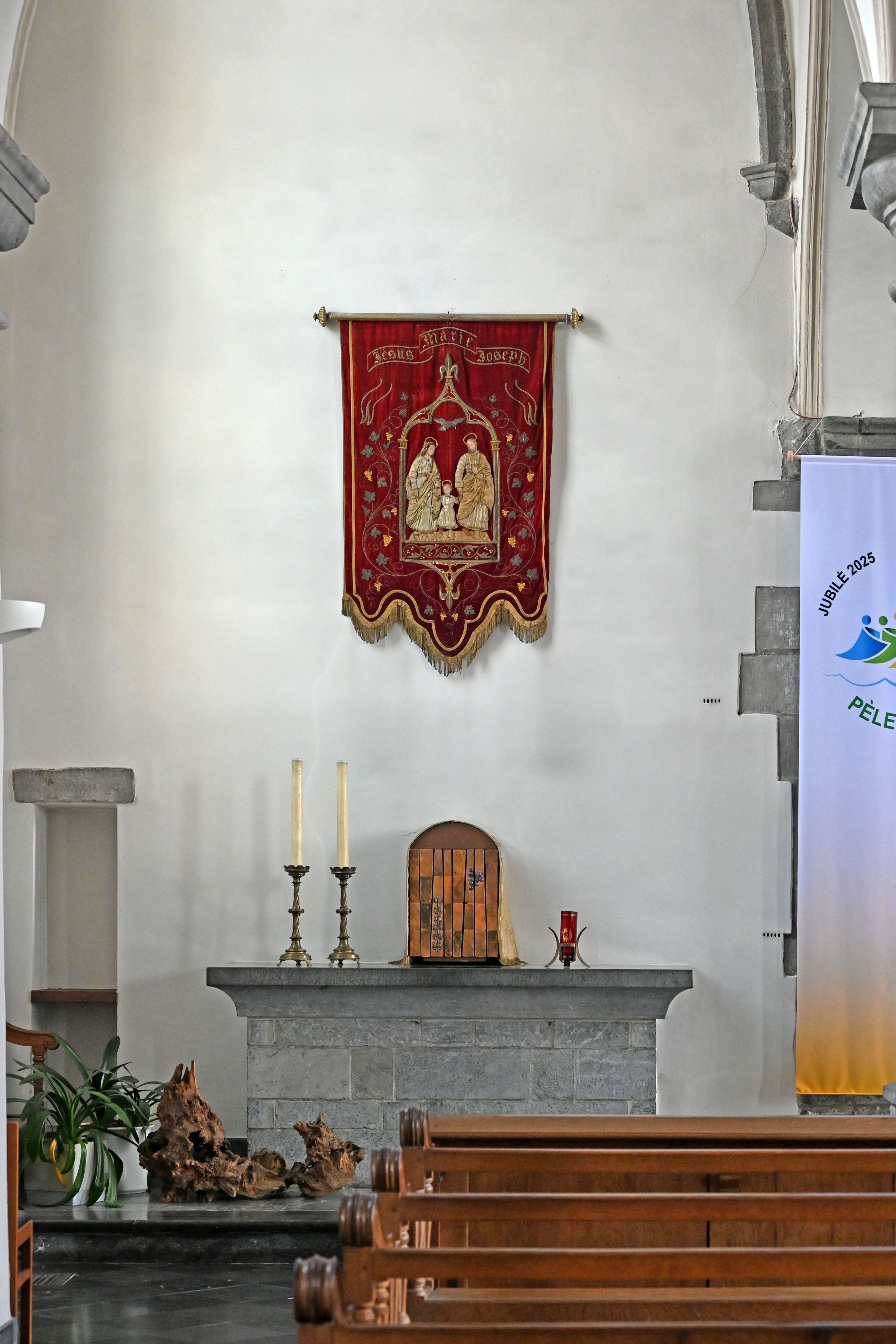
Linker Seitenaltar
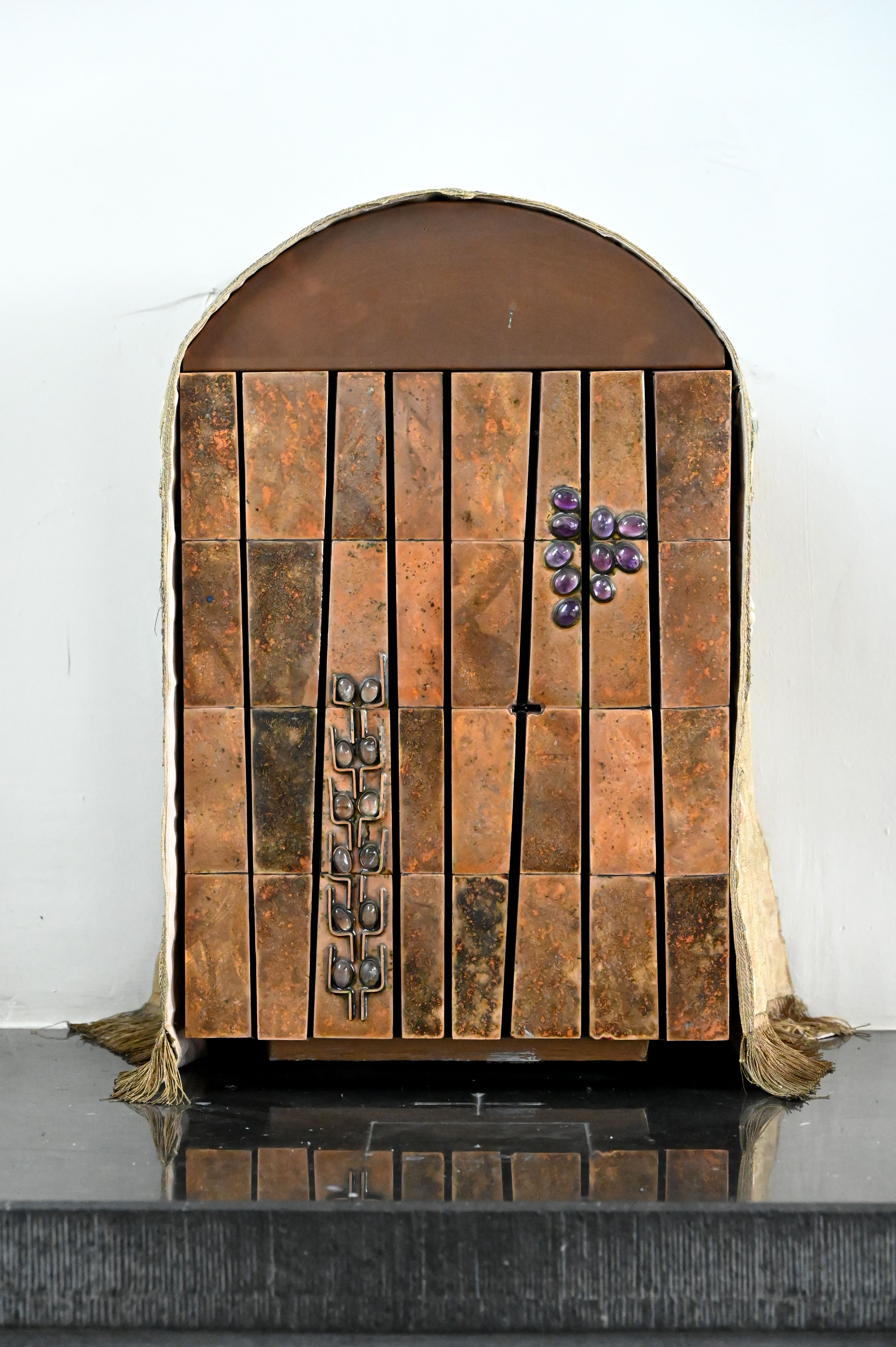
Tabernakel
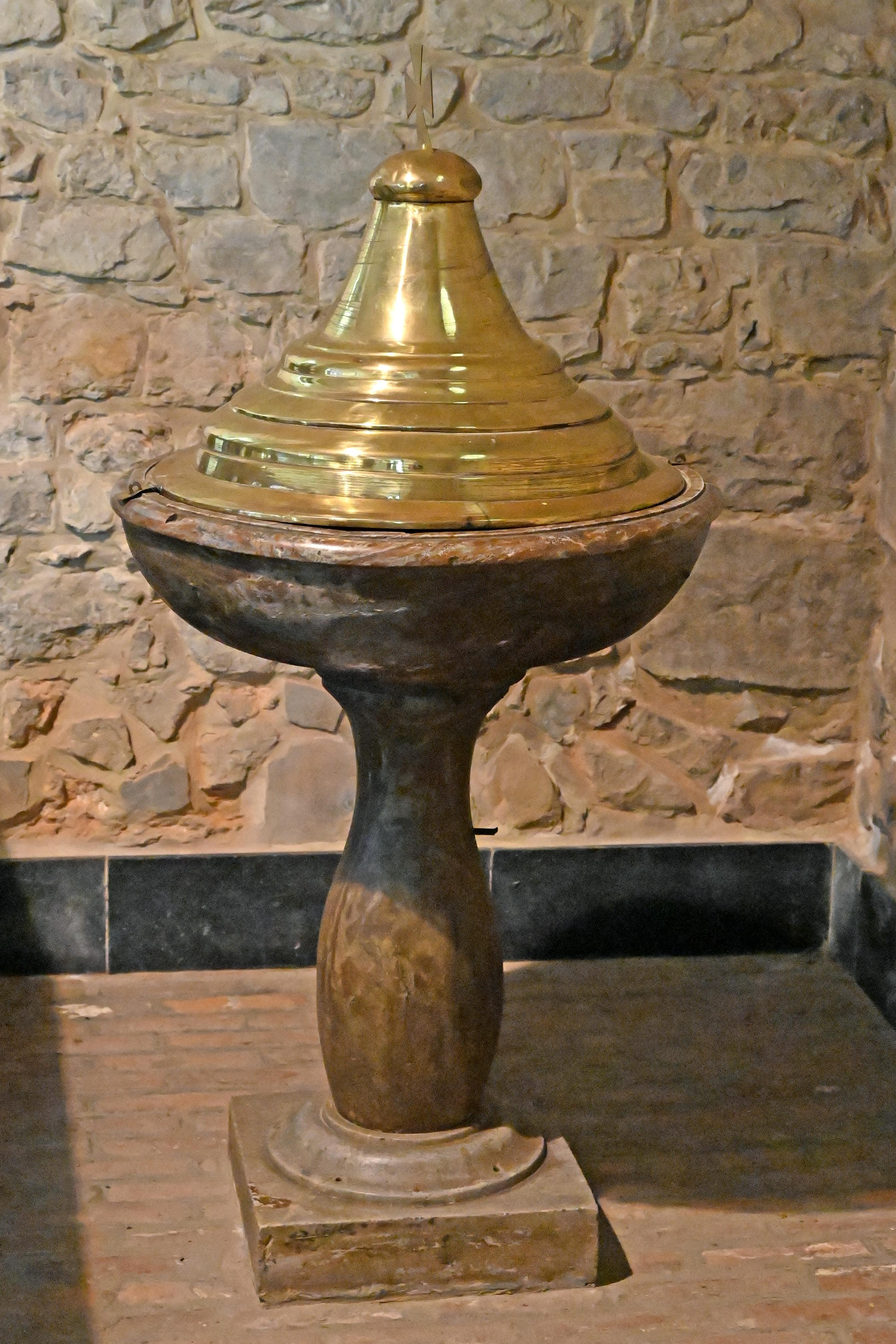
Taufbecken
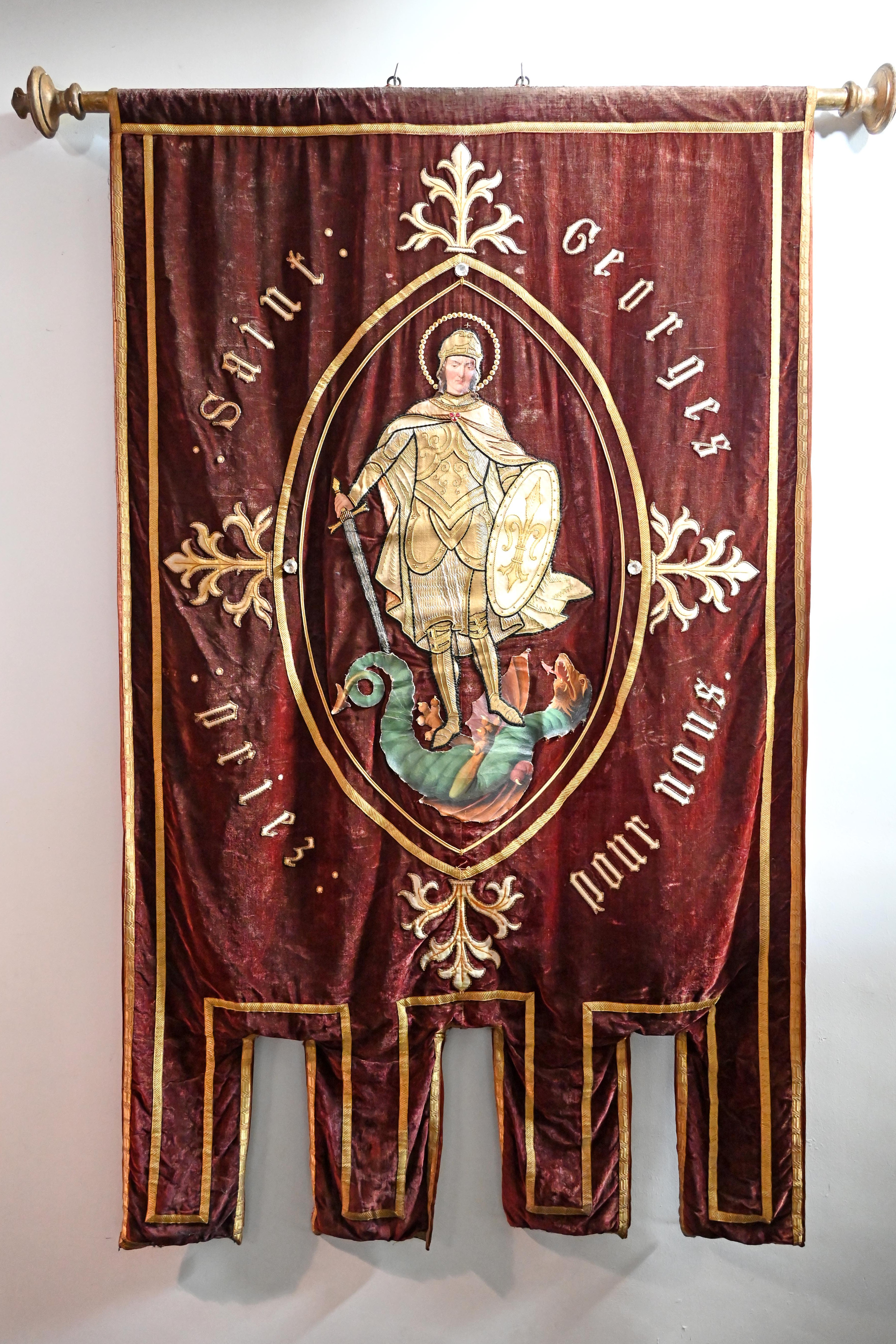
Wandteppich St. Georg
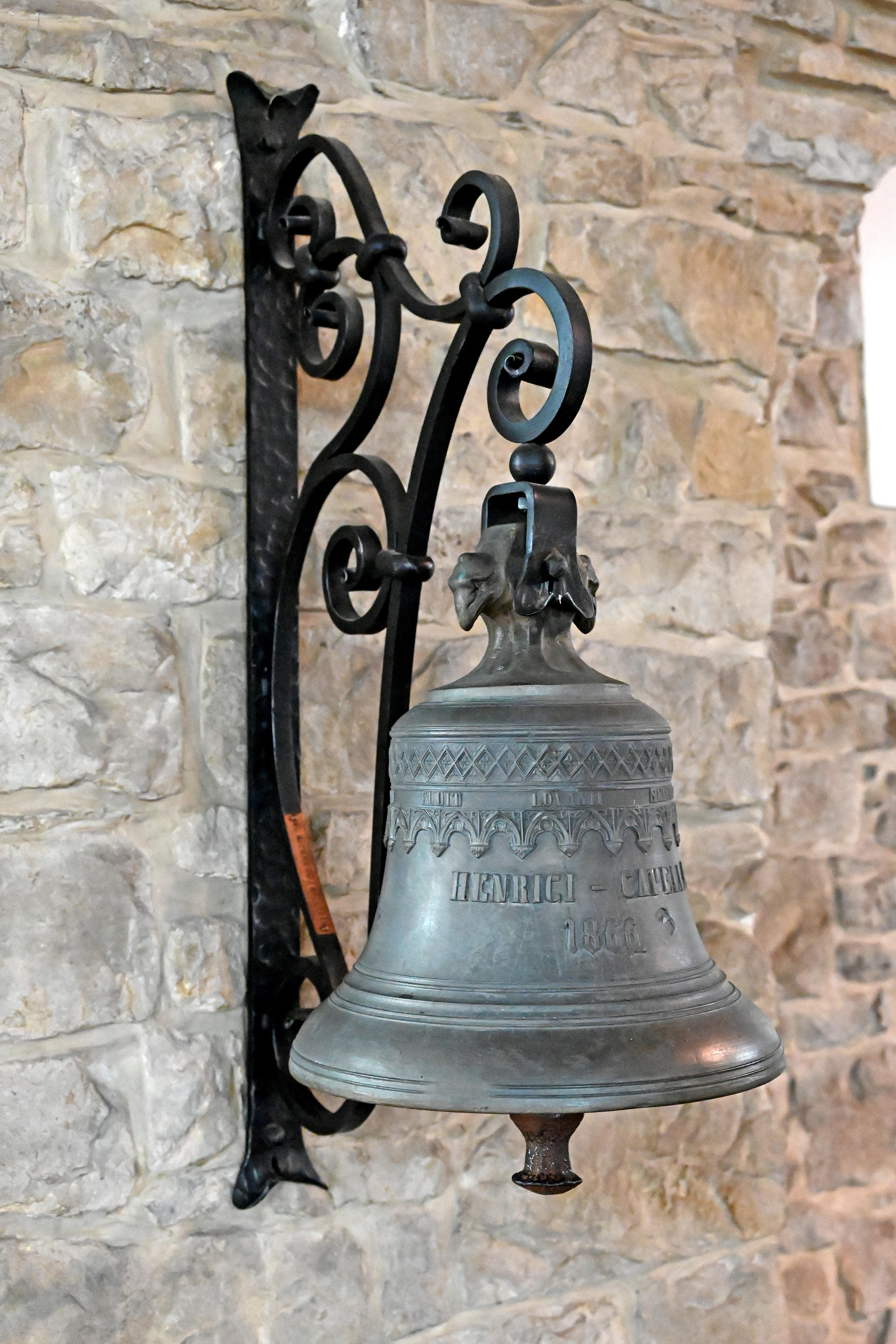
Glocke von 1866

## Denkmalschutz
Am 12. November 1954 wurde die Kirche unter der Nummer 63084-CLT-0003-01 unter Denkmalschutz gestellt.